# Cloître
Pour les articles homonymes, voir cloître.

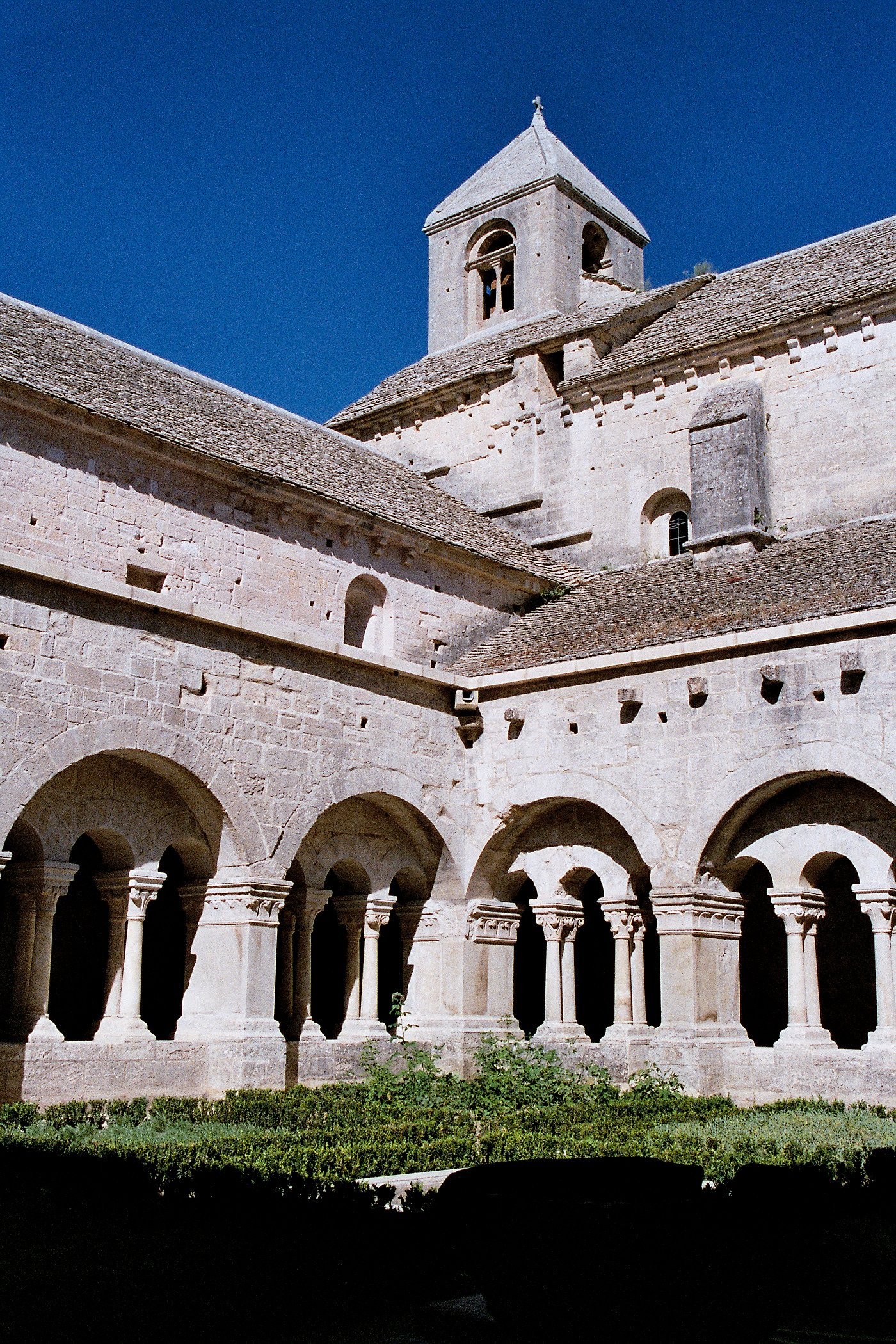
Partie du cloître et clocher de l'abbaye de Sénanque.

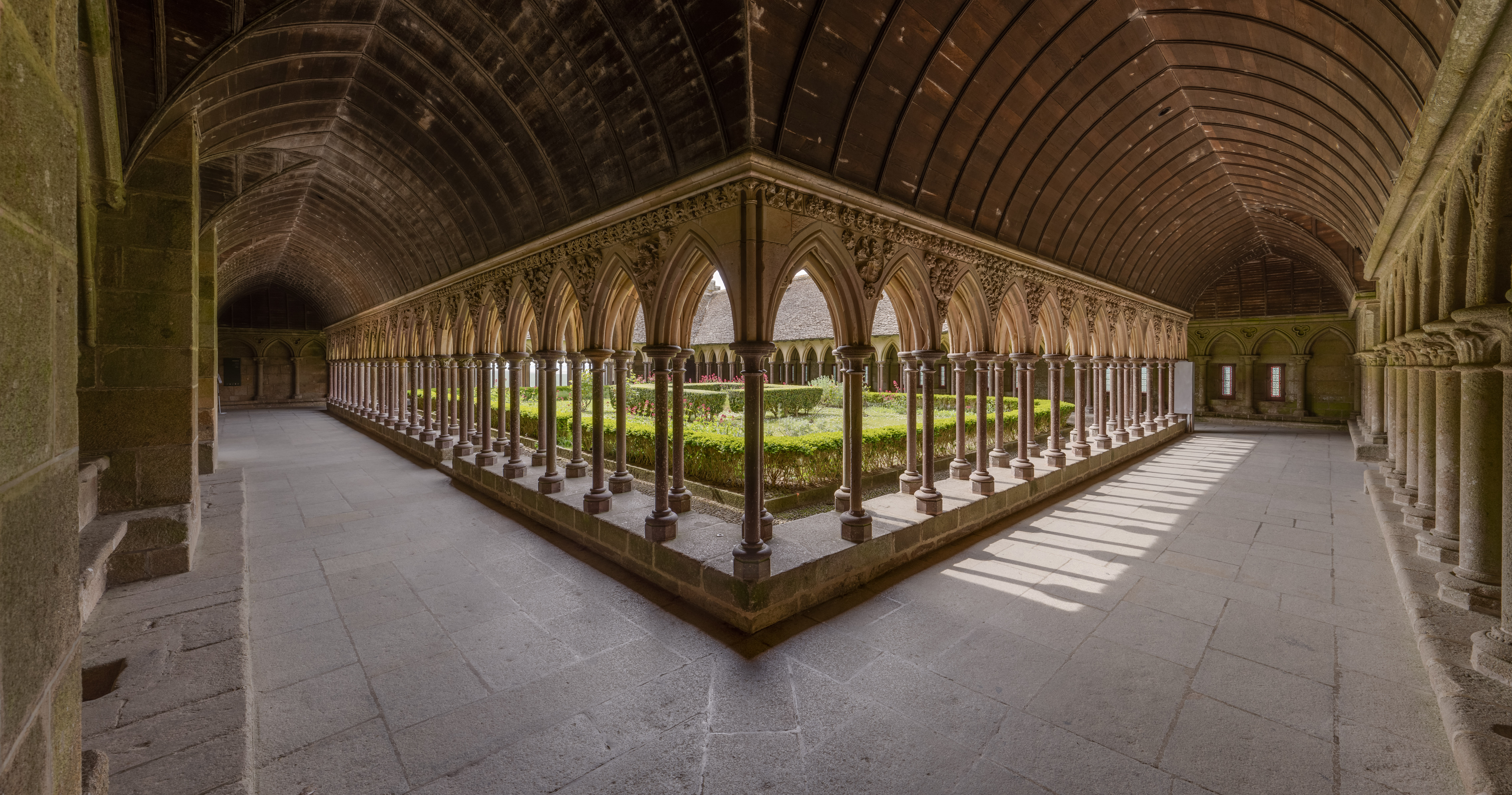
Les galeries du cloître sont abritées sous une charpente (abbaye du Mont-Saint-Michel) avant la généralisation de leur voûtement au XIIe siècle.

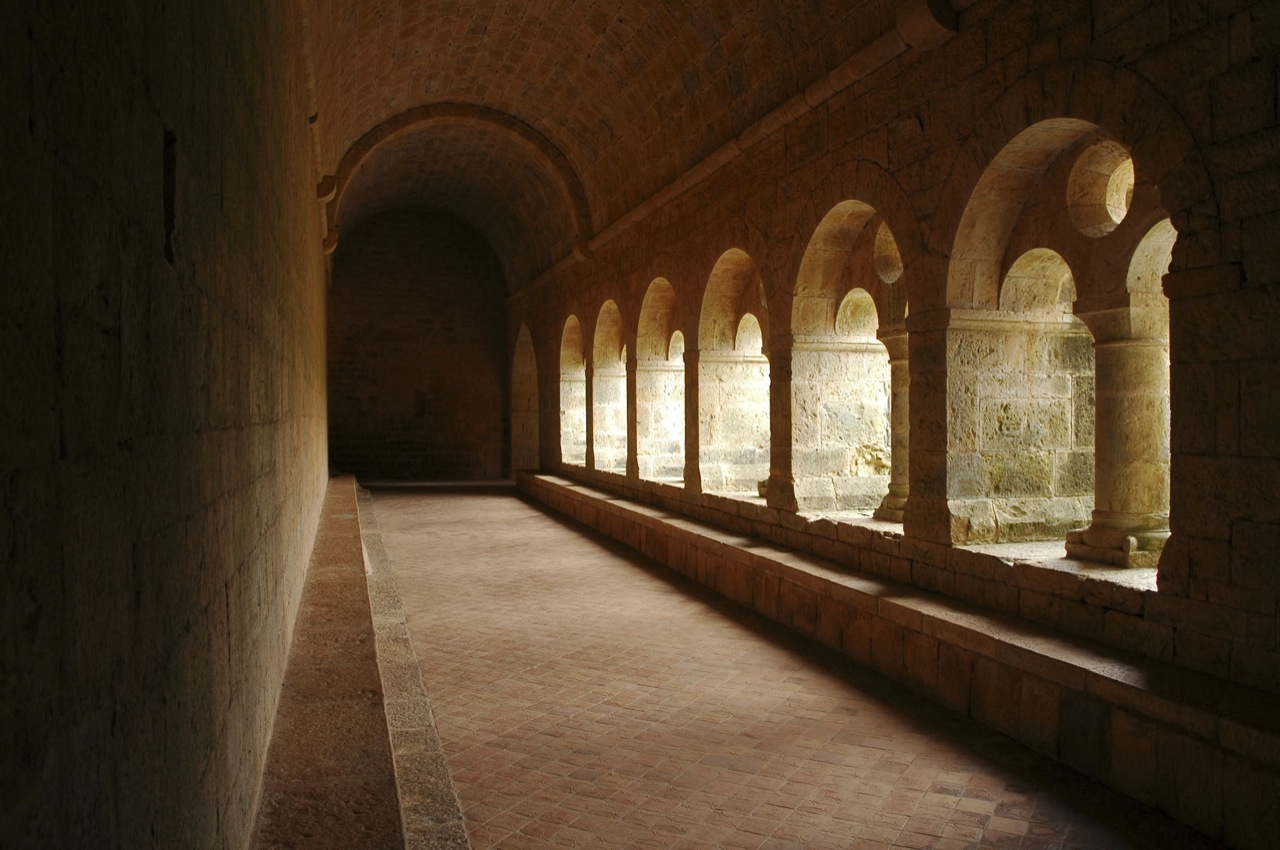
La galerie appuyée contre la nef de l'abbatiale, souvent appelée « galerie du mandatum » ou « galerie des collations », est reconnaissable par les deux bancs qui longent le mur de l'église et le mur bahut des ouvertures, où les moines s'assoient pour faire la Lectio divina ou écouter le sermon du soir, lu par le père abbé (abbaye du Thoronet).

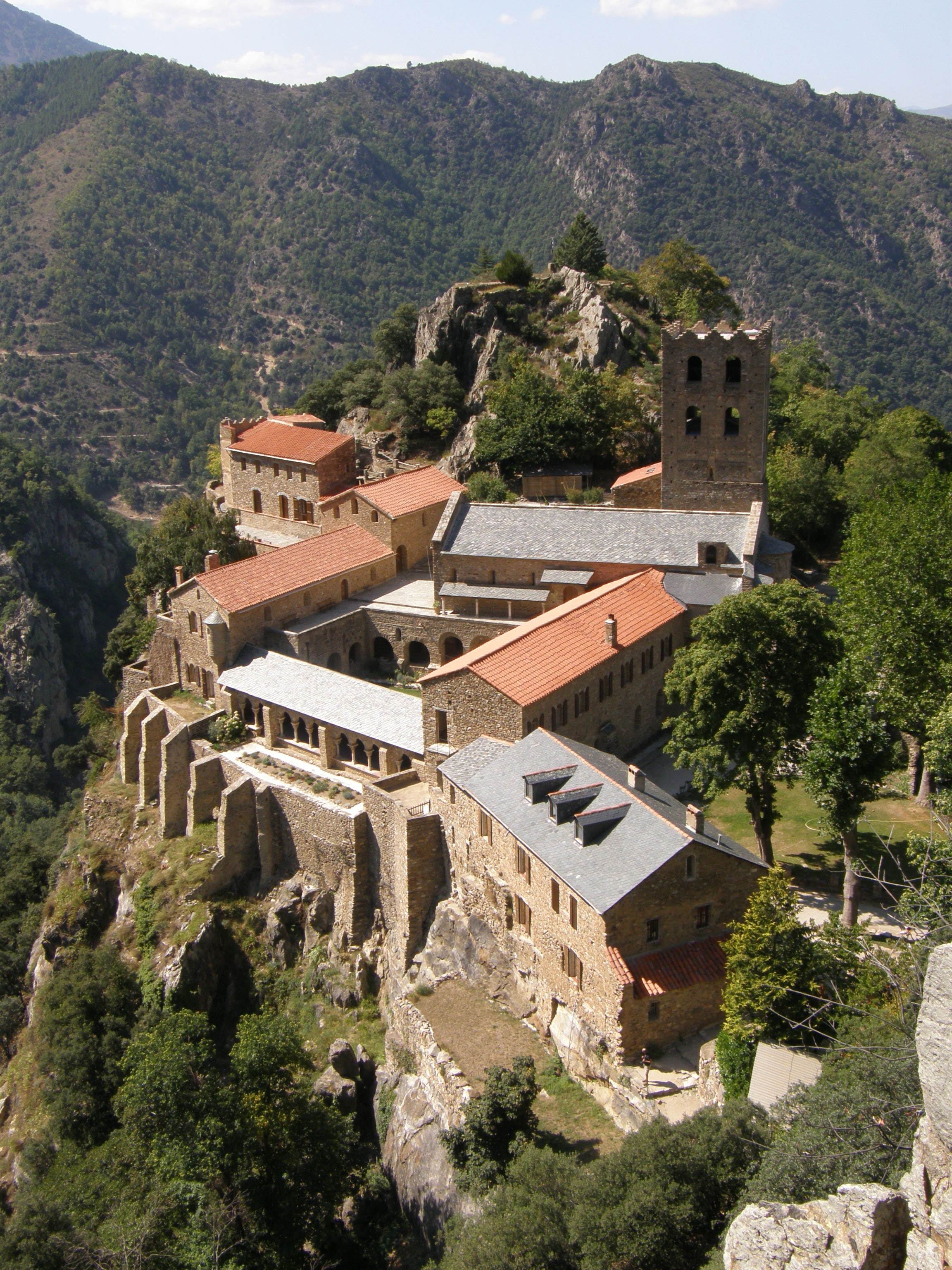
Le cloître, généralement carré ou rectangulaire, peut adopter une forme irrégulière et un emplacement particulier commandés par les contraintes topographiques (abbaye Saint-Martin du Canigou).

Un cloître ou cloitre est généralement une galerie couverte et fermée en quadrilatère, entourant souvent un jardin intérieur, établie d'abord au cœur des abbayes et monastères, et plus tard également à côté des cathédrales, collégiales et églises plus importantes.
Le cloître, avec son jardin intérieur au centre duquel se trouve parfois un puits est ouvert sur le ciel et, avec ses bancs de pierre (dans les abbayes plus anciennes) constitue l'espace de rencontre entre les moines, les autres lieux étant soumis au silence. Généralement de formé carrée ou rectangulaire, il est composé de  quatre galeries ou ailes claustrales enfermant un préau central. Cœur battant de la cité monastique, il donne accès à tous les lieux communautaires importants (église, salle du chapitre, bibliothèque et scriptorium) et autres (réfectoire, préau claustral et divers offices).

## Étymologie
Le terme est attesté pour la première fois au XIe siècle sous la forme de l'ancien français cloistre, « portique couvert encadrant la cour intérieure d'un couvent » dans une glose de Raschi,. Ensuite, on le retrouve au XIIe siècle dans un texte chrétien sous la forme clostre, « enceinte », puis à nouveau cloistre, « monastère » au XIIIe siècle.
Le mot français procède du latin claustrum, « serrure, barrière » et puis « lieu clos » par métonymie. C'est un dérivé du verbe latin claudere qui a aussi donné « clore ». Cependant, l'évolution régulière aurait dû se faire en *clôtre. L'altération en oi est probablement liée à l'influence de « cloison », mot issu du latin vulgaire clausio, -onis, « fermeture », de clausus, participe passé du même verbe claudere.

## Histoire
Historiquement, le cloître médiéval trouve son origine dans la cour à péristyle de la domus gréco-romaine, dans l'atrium et ses expansions qui ont servi de parvis aux basiliques paléochrétiennes, et dans certaines cours à galeries flanquant les premières églises syriennes. Walter Horn suggère que les premiers monastères fondés en Égypte par Pacôme le Grand n'ont pas construit de cloîtres, l'absence de serfs dans ces premières communautés cénobitiques rendant inutile la séparation entre le monde profane et sacré. Les rares témoignages matériels de cette époque, probablement parce que les cloîtres étaient construits en bois ou en matériaux légers périssables, sont attestés à la fin du Ve siècle dans des églises monastiques au sud de la Syrie.

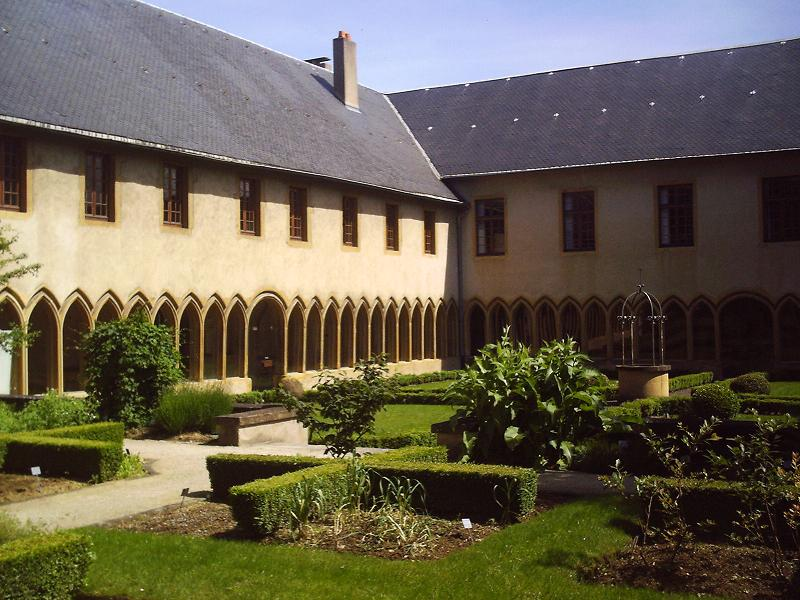
Le préau claustral renfermait généralement un jardin mêlant des plantes aromatiques, médicinales et culinaires (cloître des Récollets).

Dans les premiers temps, les moines verrouillent la porte du cloître par mesure de sécurité (le loquet ou la serrure étant appelé claustrum). Par la suite, les architectes adoptent le mur d'enceinte claustrale qui entoure l'ensemble des bâtiments conventuels pour empêcher les intrusions, mais aussi les sorties subreptices, ce qui dispense le système de verrouillage de la porte.
Les abbayes les plus importantes peuvent posséder trois cloîtres :
- l'un près de l'entrée occidentale de l'église. Il donne accès aux réfectoires, aux dortoirs, à la salle capitulaire, à la sacristie, au chauffoir et aux prisons. Il s'agit du grand cloître dans lequel tous les religieux pouvaient autrefois circuler ;
- l'autre à l'orient derrière l'abside. Plus retiré, il était particulièrement réservé à l'abbé, aux dignitaires et aux copistes.
- un troisième encore plus retiré était en général bâti près de l'infirmerie pour les moines malades ou âgés, ou près du noviciat.

Dès le IXe siècle, les synodes se sont occupés de la clôture des chapitres des cathédrales. Il est nécessaire, disent ces assemblées, que les évêques établissent des cloîtres à proximité des églises cathédrales, afin que les clercs vivent suivant la règle canonique, que les prêtres s'y astreignent, ne délaissent pas l'église et n'aillent point habiter ailleurs. Il est dit aussi qu'un dortoir et un réfectoire doivent être bâtis dans l'enceinte de ces cloîtres.

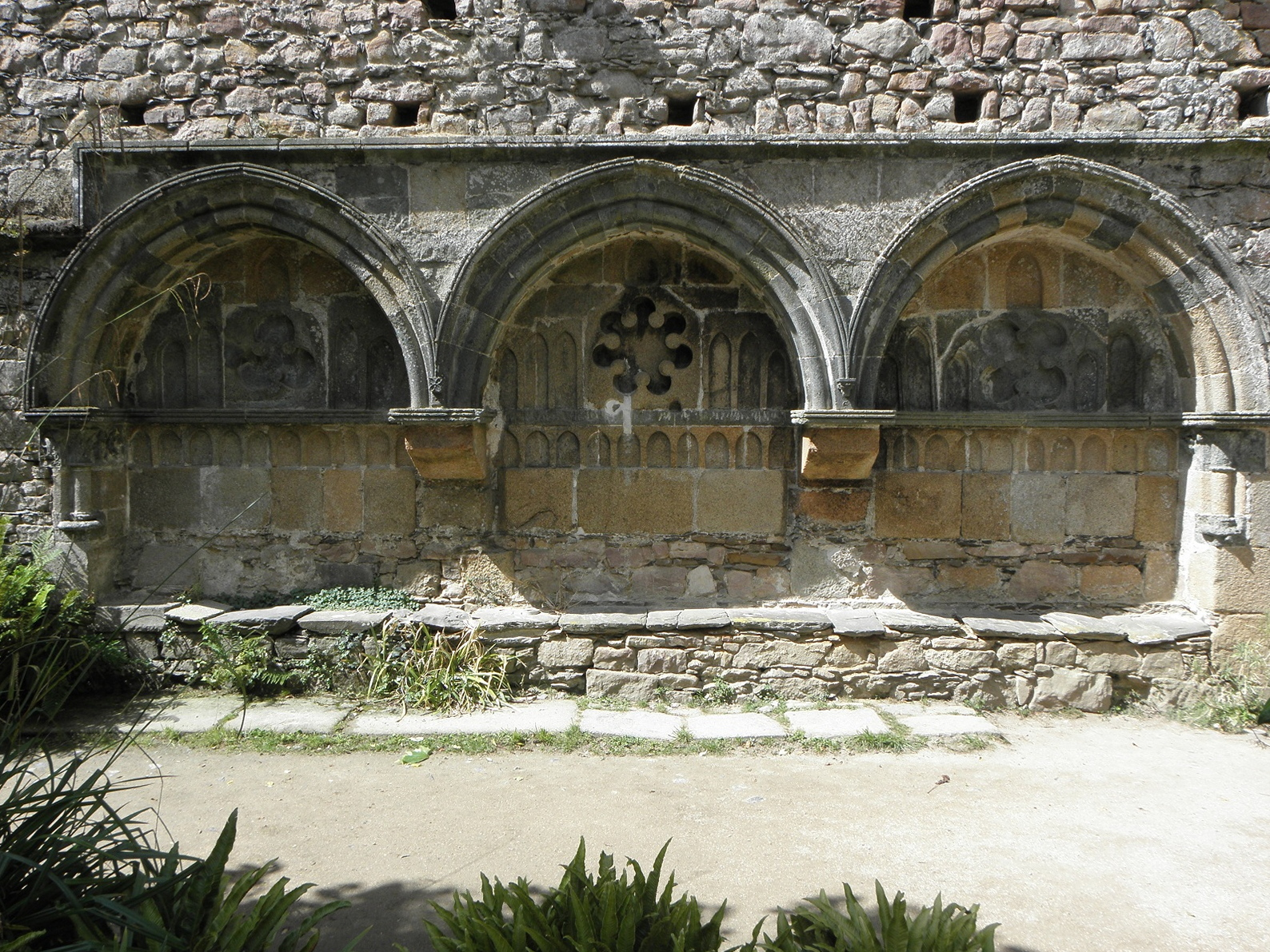
Le grand lavabo ou lavatorium de l'abbaye de Beauport, aujourd'hui privé de ses auges, distribuait l'eau par plusieurs robinets répartis dans trois niches. Il est transformé en banc à une date inconnue.

Contrairement à une idée reçue, le cloître est fréquemment un endroit animé, alternant les temps de silence dédiés à la lecture spirituelle, aux processions et aux passages des moines qui peuvent notamment se rendre dans le dortoir aussi souvent que nécessaire, et les temps d'activité (lieu multifonctionnel : toilette au niveau du lavatorium, grande lessive et séchage du linge, aération des matelas du dortoir…) parfois bruyantes. Si l'église abbatiale est par sa vocation liturgique le centre du monastère, le cloître, lui, en est le cœur qui assure la circulation entre différents salles adjacentes dans lesquelles se déroulent toutes les activités de la vie communautaire, chaque aile recevant une affectation spécifique. Cette importance explique sa construction généralement plus soignée et décorée que les autres.
La Contre-Réforme au XVIe siècle entraîne un renouveau des ordres religieux avec un retour à l'idéal monastique et impose un style architectural aux cloîtres marqués par la sobriété des matériaux et du décor.
Dans les années 1960-1970, au sein des penseurs des institutions répressives et des historiens du monachisme, est née une controverse au sujet de l’analogie entre cloître et prison, Bernard de Clairvaux dès le XIIe siècle comparant le monastère à une prison ouverte, où seule la crainte de Dieu retenait les moines.

## Architecture

### Symbolique

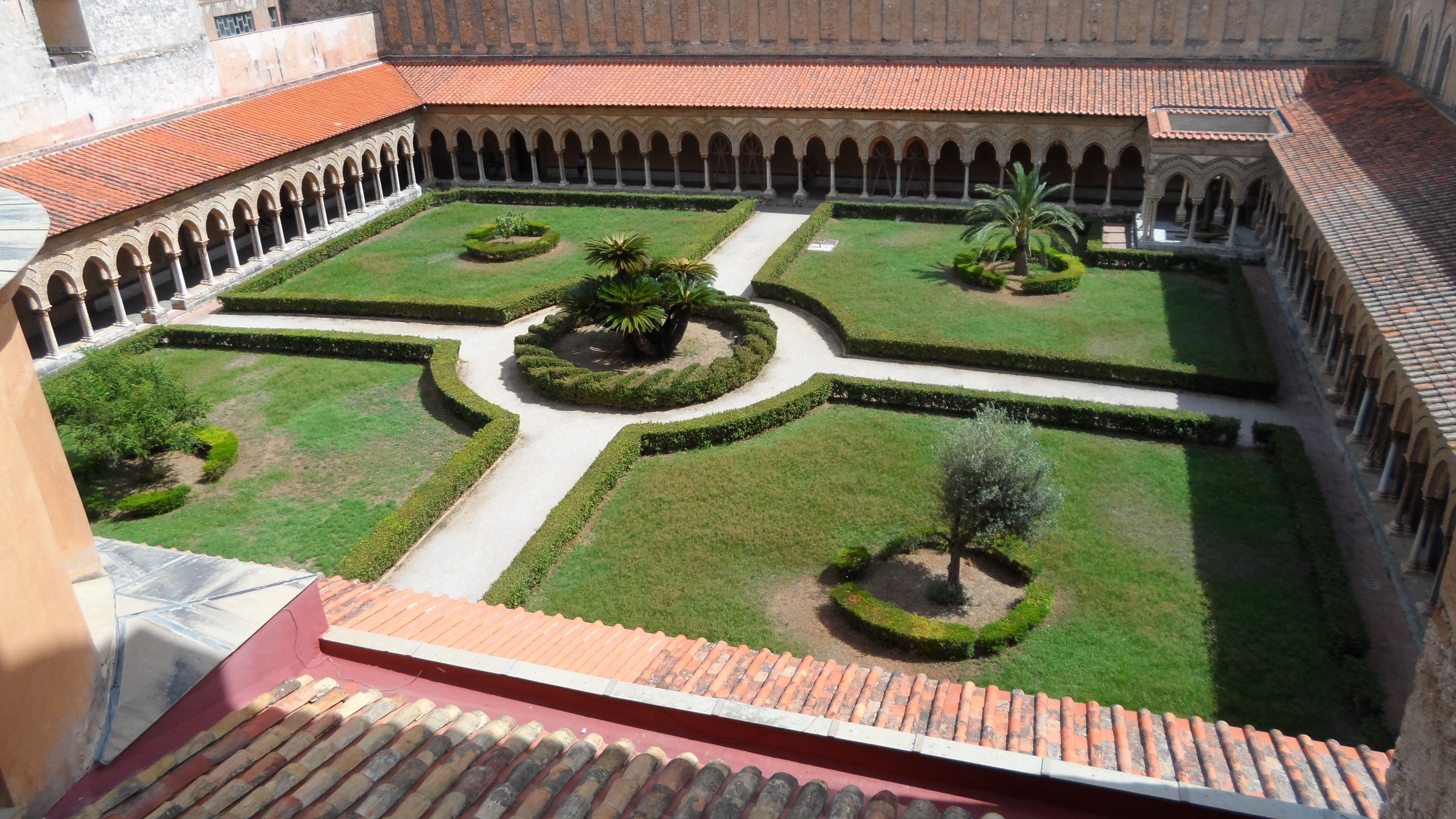
Cloître de la cathédrale de Monreale.

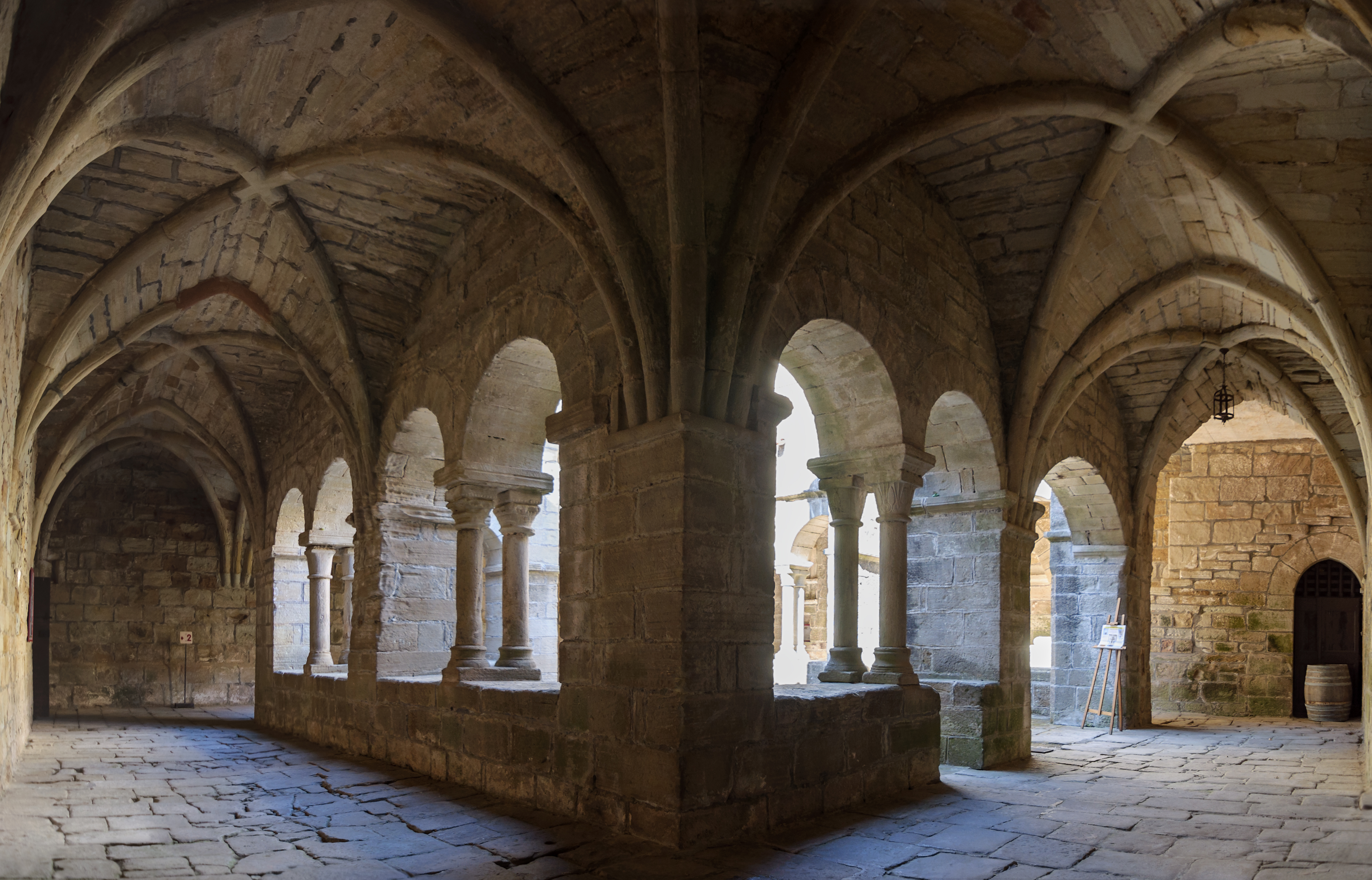
Cloître du prieuré Saint-Michel de Grandmont (Hérault, France)

Cœur spirituel de l'abbaye (lieu de ressourcement et de purification des moines durant les longues heures de la Lectio divina), le cloître se prête comme un texte à cette lecture divine et aux sens symboliques que les moines en retirent. Ainsi les quatre galeries qui entourent le préau du cloître évoquent les quatre points cardinaux, les quatre éléments, les quatre saisons, le clautrum materiale symbolisant un monde en miniature ; les quatre fleuves du paradis (en) ou les vertus cardinales symbolisent le claustrum morale. Le préau s'organise souvent de façon symétrique, autour de quatre allées en croix, convergentes vers un espace central qui peut recevoir un puits ou une fontaine. Cette croix symbolise le Crucifix et les allées divisent le préau en quatre sections représentant l'un ou l'autre des quatre grands prophètes, des quatre évangiles, des quatre évangélistes ou des quatre lettres du nom divin dans la Bible. Personnifié, moralisé, le cloître devient pour de nombreux théologiens et ecclésiastiques tels qu'Honoré d'Autun, Hugues de Fouilloy ou Guillaume Durand, un objet de réflexion symbolique sur ses éléments d'architecture métaphorique.
Dans le cloître, il y a quatre murailles, qui sont le mépris de soi-même, le mépris du monde, l'amour du prochain et l'amour de Dieu. Et chaque côté a sa rangée de colonnes. La base de toutes les colonnes est la patience. Dans le cloître, la diversité des demeures, c'est celle des vertus. Le jardin fleuri au milieu du cloître symbolise également l'hortus conclusus du Cantique des Cantiques.
Le cloître est un carrefour entre le spirituel et le géographique. Lorsqu'il est fermé, il symbolise la place prépondérante que Dieu a accordé à l'homme dans la Genèse : l'homme domine la nature et doit se consacrer à Dieu. Ainsi, le jardin du cloître est fermé pour en montrer le contrôle, aucune mauvaise herbe n'est tolérée, et ce jardin est ouvert vers le ciel, pour inviter à la relation au divin. Il est une image du paradis. Mais ces conceptions autour du cloître fermé sont remises en question par les cloîtres ouverts, dans une spiritualité plus proche de celle des Psaumes, des pères anachorètes ou de saint François d'Assise. Ici, l'admiration de la nature est une base de la spiritualité, elle est un livre ouvert sur le divin. Le cloître laisse la place à un jardin spontané, qui exprime une foi partie intégrante du monde et de la Création.

### Cloîtres d'abbayes
La disposition la plus habituelle du cloître d'abbaye est celle-ci : une galerie adossée à l'un des murs de la nef, avec une entrée sous le porche et une entrée au voisinage de l'un des transepts ; une galerie à l'ouest à laquelle viennent s'accoler les bâtiments des visiteurs, ou des magasins et celliers ayant des entrées sur le dehors ; une galerie à l'est donnant accès à la sacristie, à la salle capitulaire et à l'église ; la dernière galerie, opposée à celle longeant l'église, communique avec le dortoir et le réfectoire. Les cloîtres des cathédrales étaient entourés de maisons servant de demeure aux chanoines ; quelquefois, ceux-ci prenaient leurs repas en commun. Les écoles étaient adossées à la galerie de l'ouest, proche de l'entrée de l'église. En règle générale, le cloître est situé au nord de l'église dans les régions méridionales  pour bénéficier de l'ombre, et au sud dans les régions septentrionales pour bénéficier du plein soleil. Les évêques choisissent d'implanter leur palais épiscopal en fonction des conditions locales climatiques, si bien que le côté opposé des cathédrales, par défaut, est utilisé pour les cloîtres.

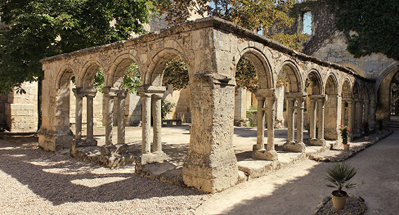
Le cloître des Cordeliers inscrit au patrimoine mondial de l’UNESCO.
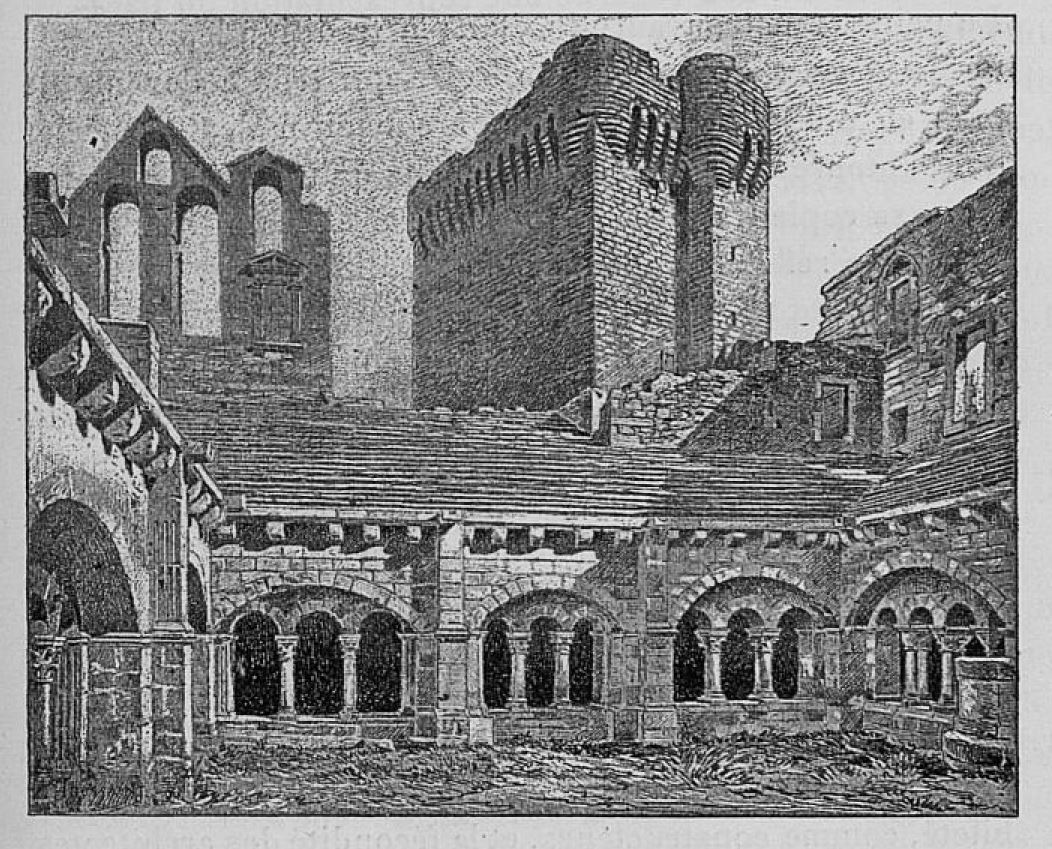
Cloître roman de Montmajour.
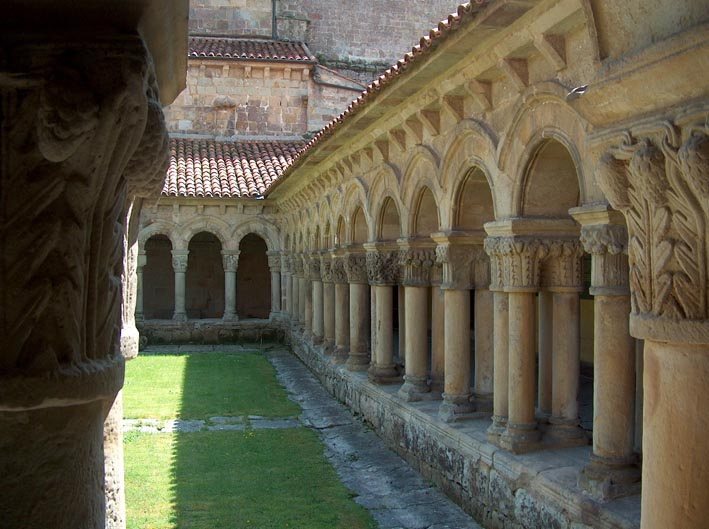
Cloître de la Colegiata de Santillana del Mar (es) (Espagne).

### Cloîtres de cathédrales

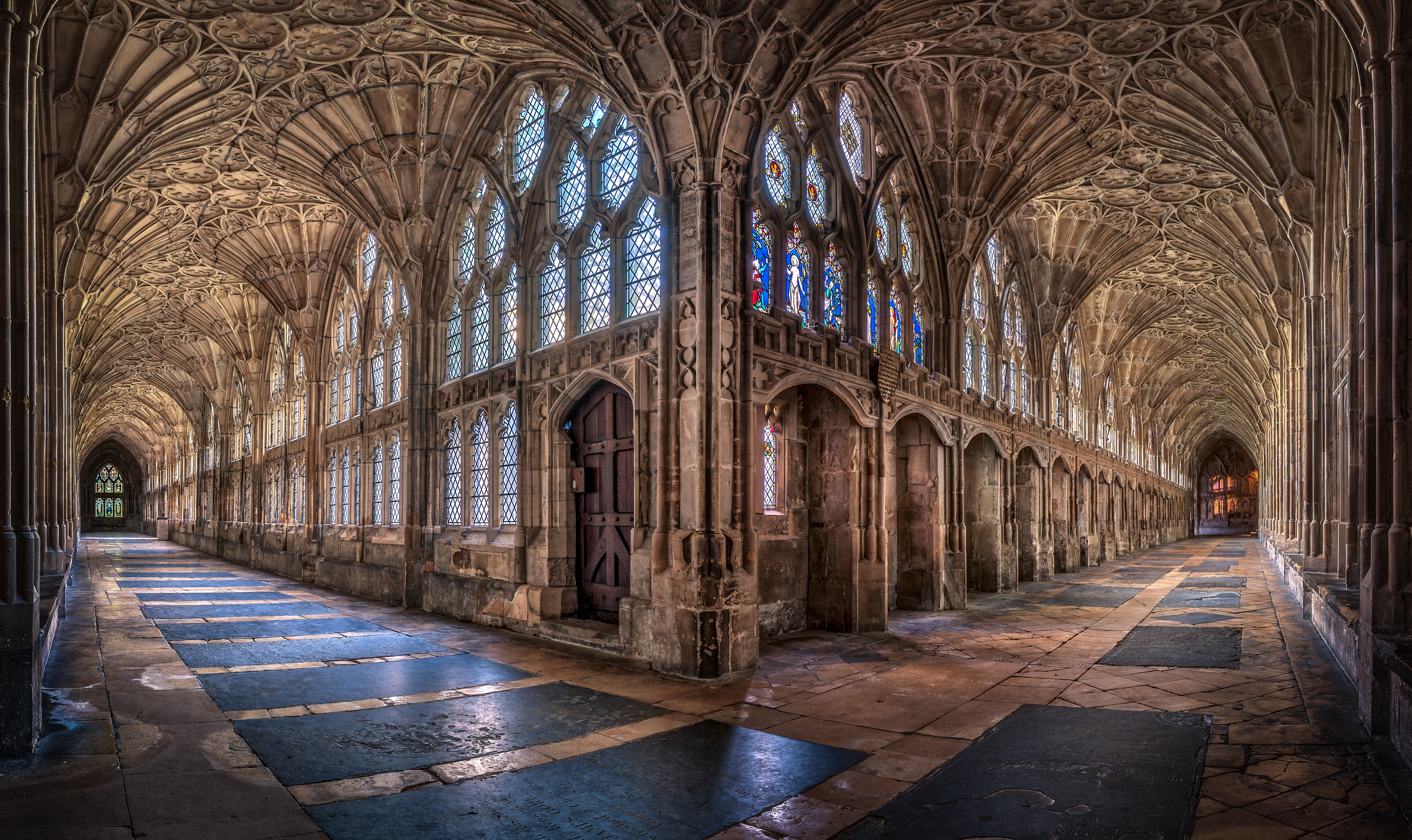
Le cloître de la cathédrale de Gloucester.

#### Cas de Notre-Dame de Paris
Les dispositions des cloîtres d'abbayes ne furent guère modifiées jusqu'au XVIe siècle tandis que les cloîtres des cathédrales, au contraire, subirent de notables changements, par suite des usages des chapitres plus variables que ceux des religieux réguliers. On continuait à désigner sous la dénomination de cloître des cathédrales des amas de construction qui n'avaient plus rien, dans leur ensemble ou leurs détails, des dispositions indiquées au début de cet article. Ainsi, par exemple, le cloître de Notre-Dame de Paris, du temps de Louis le Gros, se composait de maisons canoniales bâties dans son enceinte et de plusieurs autres au-dehors. Ce prince, avant de monter sur le trône, fit abattre une partie de ces maisons sises hors du cloître, mais qui jouissaient cependant des mêmes franchises que celles de l'intérieur ; il répara ce tort fait au chapitre le jour de son mariage.
Au commencement du XIVe siècle, le cloître de Notre-Dame de Paris, qui s'étendait, au nord et à l'est de la cathédrale, jusqu'au bord de la Seine, renfermait trente-sept maisons. Ces maisons étaient dotées de terres et de rentes, mais elles étaient en même temps grevées de charges nombreuses et très variées ; aussi les chanoines cherchaient-ils les moyens de diminuer, autant que faire se pouvait, l'étendue de ces charges par des bénéfices étrangers à leur état. Ils vendaient du vin en détail, ouvraient même des tavernes, louaient partie des locaux qui leur étaient affectés ; aussi les statuts capitulaires suppriment expressément ces abus, ce qui prouve qu'ils existaient. Ils défendent aussi à tout chanoine de laisser passer la nuit dans la maison claustrale « à aucune femme, religieuse ou autre, à l'exception de sa mère, de sa sœur, de sa parente au troisième degré, ou d'une femme de haut rang qu'on ne peut éconduire sans scandale ». Ces statuts s'élèvent à plusieurs reprises, pendant les XIIIe et XIVe siècles, contre les abus résultant de la présence des femmes dans le cloître des chanoines. Le cloître de Notre-Dame de Paris, comme la plupart de ceux des grandes cathédrales, était donc plutôt une agglomération de maisons comprises dans une enceinte fermée, qu'un cloître proprement dit. Cependant, nous verrons tout à l'heure que les maisons capitulaires n'excluaient pas les galeries de cloîtres dans certaines églises cathédrales. Les cloîtres de cathédrales conservaient ainsi souvent la physionomie d'un quartier ayant son enceinte particulière, ses rues et ses places.

#### Autres dispositions

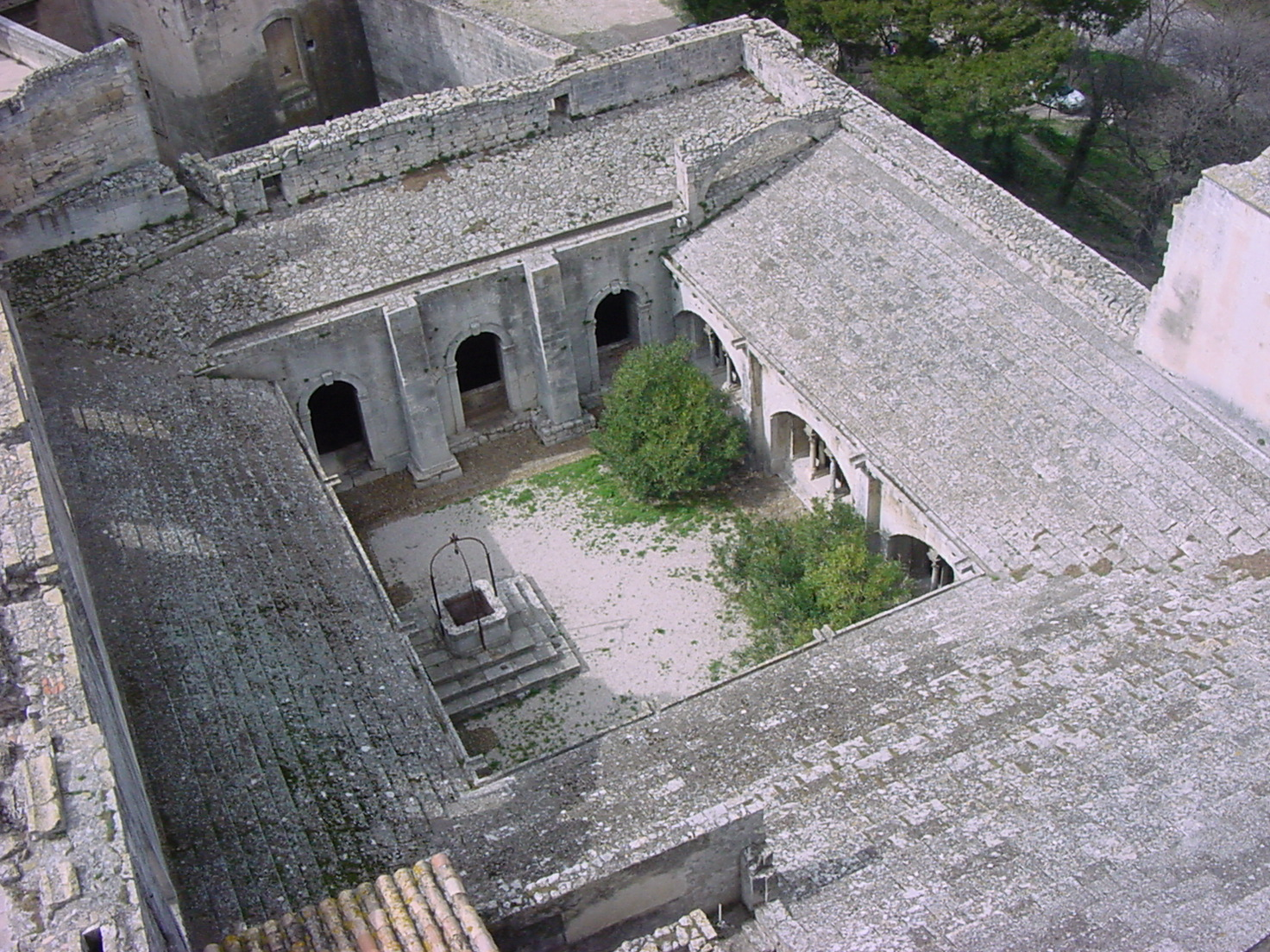
Abbaye de Montmajour.

Outre ceux des cathédrales et les monastères, les cloîtres se trouvent également sous forme de galeries couvertes bâties dans le voisinage des églises.
Il est à croire que les premiers cloîtres n'étaient que des portiques, dans le genre des portiques antiques, c'est-à-dire des appentis en charpente portés sur des colonnes dont la base reposait sur le sol. Au XIXe siècle, Eugène Viollet-le-Duc s'interroge sur la transition entre l’impluvium romain, qu'il qualifie de disposition la plus connue, vers celle qu'il constatait dans les cloîtres les plus anciens. Il émet l'hypothèse d'une transition inconnue par manque de descriptions textuelles ou de monuments encore bâtis. Il constate une démarcation bien tranchée entre l'impluvium romain et le cloître chrétien en Europe occidentale, qu'il attribue à ce que dans le premier, les rangées de colonnes portent directement sur le sol et que l'on peut passer de la galerie dans le préau entre chaque entre-colonnement tandis que, dans le second, les piles ou colonnes sont toujours posées sur un socle, bahut ou appui continu qui sépare la galerie du préau, et qui n'est interrompu que par de rares coupures servant d'issues. Cette disposition et le peu de hauteur des colonnes caractérisent nettement le cloître en Occident, et en font un monument particulier qui n'a plus de rapport avec les cours entourées de portiques des Romains.
Il convient de noter une disposition exceptionnelle de cloîtres médiévaux, celle de la fermeture des galeries par des volets de bois. D'après Viollet-le-Duc, cet aménagement particulier n'a existé qu'en deux endroits : l'abbaye de Mazan (Ardèche) et l'abbaye de Boscodon (Hautes-Alpes). Dans ce second cas, celui de l'abbaye de Boscodon, une des galeries (la galerie nord, le long de l'abbatiale) sera relevée, avec ses volets de bois ouvrant vers l'extérieur de la galerie, à partir du printemps 2008 par l'architecte des Monuments historiques, Francesco Flavigny, et a été inauguré en 2011.

## Toponymie
L’édifice a parfois donné son nom à des lieux-dits, des voies (odonyme : rue du Cloître-Notre-Dame et rue du Cloître-Saint-Merri à Paris) ou à des communes (souvent des hagiotoponymes : Le Cloître-Saint-Thégonnec ou Le Cloître-Pleyben en Finistère).